# La Marre
La Marre és un municipi francès situat al departament del Jura i a la regió de Borgonya - Franc Comtat. L'any 2007 tenia 328 habitants.

## Demografia

### Població
El 2007 la població de fet de La Marre era de 328 persones. Hi havia 134 famílies de les quals 36 eren unipersonals (12 homes vivint sols i 24 dones vivint soles), 39 parelles sense fills, 47 parelles amb fills i 12 famílies monoparentals amb fills.
La població ha evolucionat segons el següent gràfic:
Habitants censats

### Habitatges
El 2007 hi havia 151 habitatges, 133 eren l'habitatge principal de la família, 16 eren segones residències i 2 estaven desocupats. 137 eren cases i 14 eren apartaments. Dels 133 habitatges principals, 115 estaven ocupats pels seus propietaris, 17 estaven llogats i ocupats pels llogaters i 1 estava cedit a títol gratuït; 5 tenien tres cambres, 39 en tenien quatre i 89 en tenien cinc o més. 111 habitatges disposaven pel capbaix d'una plaça de pàrquing. A 60 habitatges hi havia un automòbil i a 63 n'hi havia dos o més.

### Piràmide de població
La piràmide de població per edats i sexe el 2009 era:
| Homes | Edats   | Dones |
| ----- | ------- | ----- |
| 0     | 95 o +  | 0     |
| 0     | 90 a 94 | 0     |
| 0     | 85 a 89 | 0     |
| 0     | 80 a 84 | 0     |
| 12    | 75 a 79 | 16    |
| 4     | 70 a 74 | 12    |
| 8     | 65 a 69 | 12    |
| 8     | 60 a 64 | 12    |
| 8     | 55 a 59 | 8     |
| 8     | 50 a 54 | 4     |
| 4     | 45 a 49 | 8     |
| 4     | 40 a 44 | 8     |
| 24    | 35 a 39 | 8     |
| 8     | 30 a 34 | 20    |
| 8     | 25 a 29 | 8     |
| 8     | 20 a 24 | 0     |
| 0     | 15 a 19 | 12    |
| 12    | 10 a 14 | 8     |
| 16    | 5 a 9   | 12    |
| 24    | 0 a 4   | 4     |

## Economia
El 2007 la població en edat de treballar era de 192 persones, 157 eren actives i 35 eren inactives. De les 157 persones actives 149 estaven ocupades (82 homes i 67 dones) i 8 estaven aturades (5 homes i 3 dones). De les 35 persones inactives 15 estaven jubilades, 12 estaven estudiant i 8 estaven classificades com a «altres inactius».

### Ingressos
El 2009 a La Marre hi havia 134 unitats fiscals que integraven 338 persones, la mediana anual d'ingressos fiscals per persona era de 17.330 €.

### Activitats econòmiques
Dels 16 establiments que hi havia el 2007, 2 eren d'empreses alimentàries, 8 d'empreses de construcció, 1 d'una empresa de comerç i reparació d'automòbils, 1 d'una empresa de transport, 1 d'una empresa d'hostatgeria i restauració, 2 d'empreses de serveis i 1 d'una empresa classificada com a «altres activitats de serveis».
Dels 8 establiments de servei als particulars que hi havia el 2009, 1 era un paleta, 2 guixaires pintors, 1 fusteria, 2 lampisteries, 1 electricista i 1 restaurant.
Dels 2 establiments comercials que hi havia el 2009, 1 era una botiga de menys de 120 m² i 1 una fleca.
L'any 2000 a La Marre hi havia 10 explotacions agrícoles que ocupaven un total de 672 hectàrees.

## Poblacions més properes
El següent diagrama mostra les poblacions més properes.